# Chorizanthe robusta
Chorizanthe robusta là một loài thực vật có hoa trong họ Rau răm. Loài này được Parry mô tả khoa học đầu tiên năm 1889.